# Estadio Independencia (Chile)
El Estadio Independencia se ubicaba en la  parte norte de la comuna de Santiago,  actual comuna de Independencia, al norte de la ciudad de Santiago, Chile. Albergó los partidos de la Universidad Católica hasta 1971, cuando fue demolido. Fue el tercero de cuatro reductos de propiedad de los cruzados, tras el Estadio Universidad Católica y los Campos de Sports de Ñuñoa, y el primero en ser construido en su totalidad por el club deportivo. Décadas más tarde, Católica inauguró San Carlos de Apoquindo.

## Historia

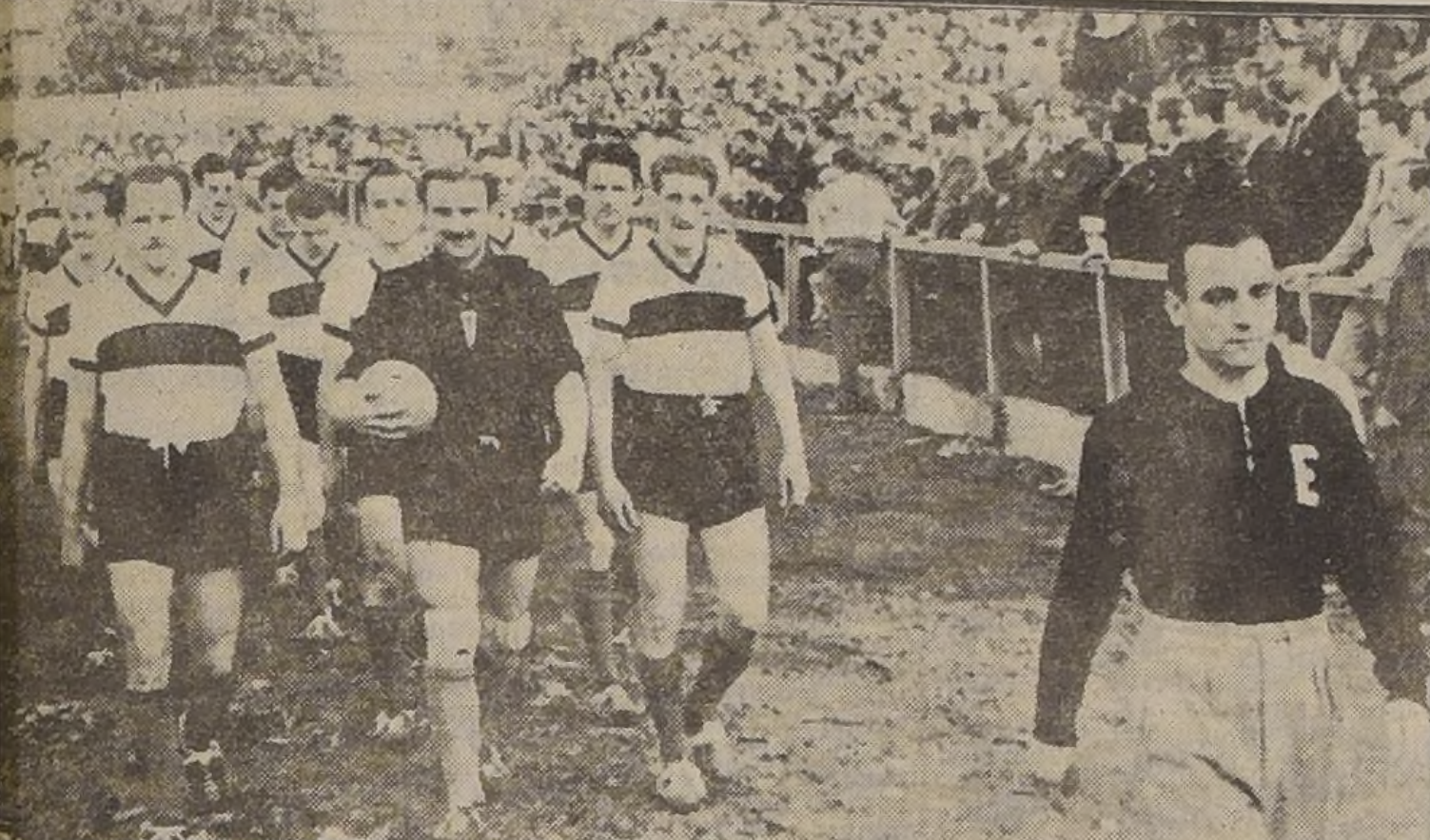
El equipo de Universidad Católica en la inauguración del Estadio Independencia el 12 de octubre de 1945.

El recinto deportivo contaba con cancha de fútbol, pista de atletismo y una piscina, ubicada tras el arco sur. El estadio se encontraba a cuatro cuadras del Estadio Santa Laura. El 12 de octubre de 1945, se inauguró Independencia, en una reunión entre las universidades Católica, de Chile, de Concepción y Federico Santa María.
Además de realizarse desfiles de ramas deportivas del CDUC y otras delegaciones, el estadio fue inaugurado con una jornada doble de fútbol. En el preliminar Universidad de Chile enfrentó a la Universidad Santa María. En el duelo estelar, el primer equipo de Universidad Católica enfrentó a un representativo de la Universidad de Concepción. Tras remontar una desventaja de 2:0, los cruzados derrotaron al conjunto de la octava región por 4:2. El primer gol a favor de Universidad Católica en Independencia fue obra de Antonio Ciraolo. En la alineación presentada por los cruzados destacaron Sergio Livingstone, Alberto Buccicardi y Fernando Riera.
| Partido de inauguración; 12 de octubre de 1945 | Universidad Católica                                             | 4:2 | Universidad de Concepción | Estadio Independencia, Santiago de Chile |                                 |
|                                                | Ciraolo '48' · Eyzaguirre '57' · Lago '68' · Pardo '71' (a.g.) · |     | · Leal '5' · Bastías '10' | Asistencia: 10.000 espectadores          | Asistencia: 10.000 espectadores |

El 14 de ese mes se realizó el primer partido oficial de fútbol, entre Universidad Católica y Audax Italiano. El encuentro finalizó con una victoria itálica por 9:2. El primer tanto para la franja en su estadio fue un autogol de Roa, jugador de Audax, y el primer anotador cruzado en partidos oficiales fue Pedro Sáez.
Con el paso del tiempo, el estadio se transformó en un punto referencial en Santiago. Como prueba de aquello, consta su participación en el proceso de venta de entradas para la Copa Mundial de Fútbol de 1962, aunque no albergó ningún partido. Otro punto autorizado fue la casa central de la PUC.
El último encuentro disputado en Independencia por torneos de Primera División tuvo lugar el 20 de diciembre de 1967 y finalizó con victoria de Universidad Católica por 5:1 sobre Rangers de Talca. Al mes siguiente, también sobre el césped de su estadio, el equipo reserva de los cruzados obtuvo el tetracampeonato de su categoría tras derrotar por 2:1 a Universidad de Chile.
En junio de 1971, la Pontificia Universidad Católica, que aún poseía participación en el patrimonio del CDUC, decidió vender el estadio para que esta pudiera solventar sus deudas. La universidad debía hacerse cargo de las imposiciones de sus funcionarios, lo que motivó la venta del recinto como medida de urgencia.
Los cruzados arrendaron otros reductos deportivos tras el cierre de Independencia, hasta la inauguración del Estadio San Carlos de Apoquindo, el 4 de septiembre de 1988.

## Otros deportes

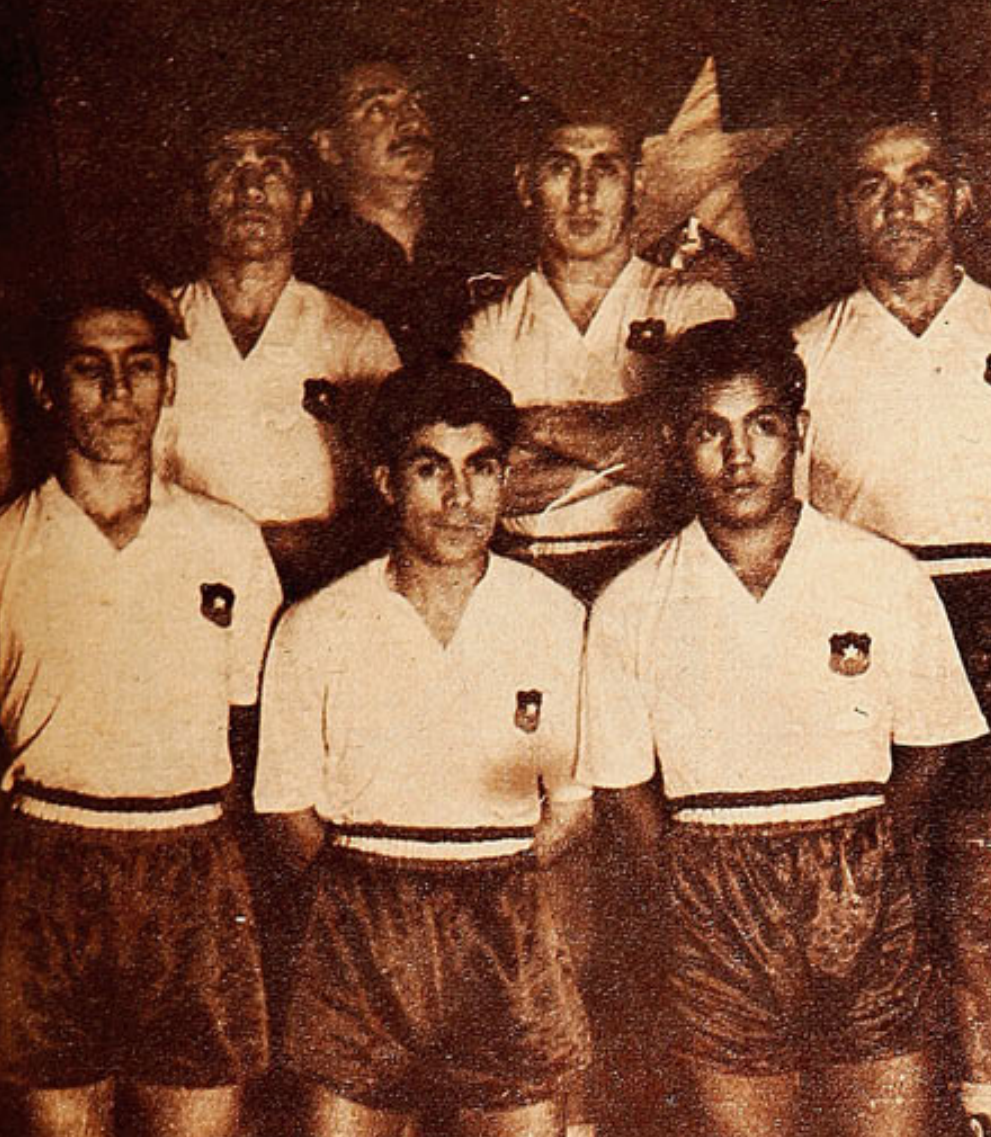
La base del equipo chileno campeón de 1946 repitió el título latinoamericano de boxeo en 1948.

Además del fútbol, Independencia recibió otras disciplinas deportivas tanto en su césped como en sus instalaciones. En 1946, Chile organizó la vigésima edición del Campeonato Latinoamericano de Boxeo Amateur. El escenario de las tres ruedas o jornadas que contemplaba el torneo fue el recinto de Universidad Católica, con un cuadrilátero instalado sobre la cancha. En cada una de las veladas, el público repletó las tribunas del estadio. Destacaron las actuaciones de los chilenos Raúl Vega y Manuel Videla, el uruguayo Pedro Carrizo, y el argentino Roberto Duarte.Pascual Pérez, medallista de oro con Argentina en los Juegos Olímpicos de Londres 1948, también subió al ring. El título latinoamericano por equipos fue finalmente para Chile.
En 1954, la pista atlética del estadio albergó un Torneo Todo Competidor de la Asociación Santiago, evento clasificatorio para conformar el equipo de la Región Metropolitana en el Campeonato nacional.

## Eventos musicales

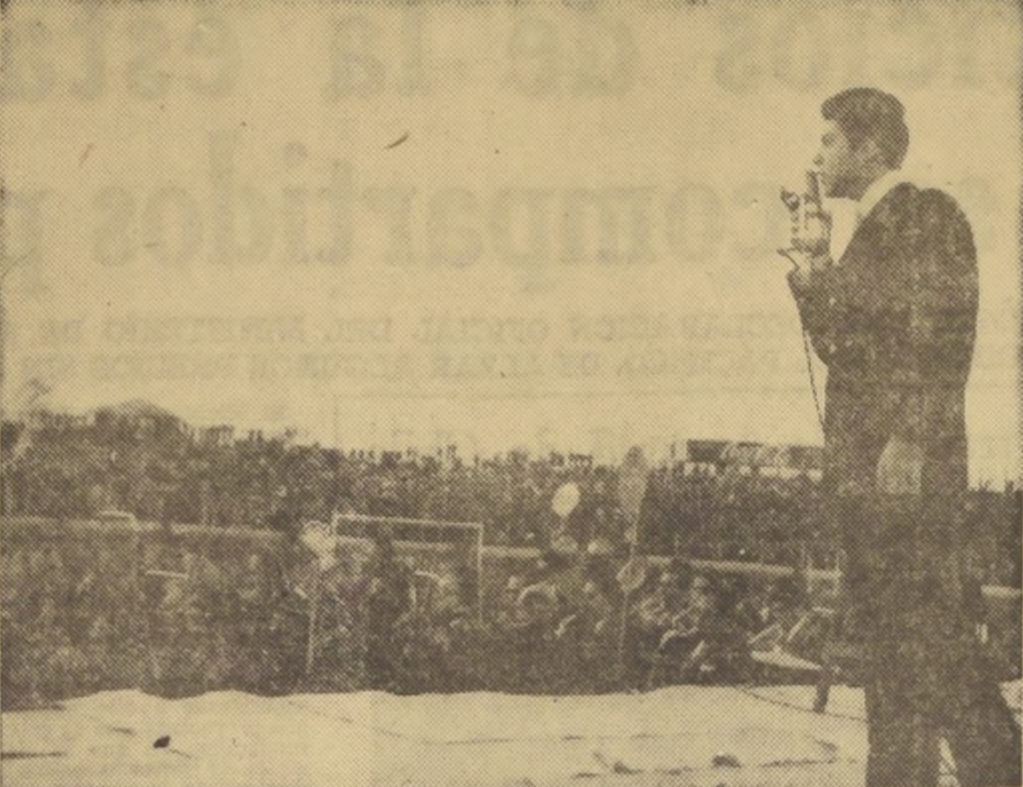
Paul Anka durante su presentación en 1960.

En la primera visita del cantante Paul Anka a Chile se produjeron algunos desórdenes en el Aeródromo Los Cerrillos. Días después, el 8 de octubre de 1960, el cantante canadiense se presentó en el Estadio Independencia ante más de 5.000 espectadores, con un enorme despliegue de Carabineros. Antes de que apareciera Anka, subieron al escenario Nadia Milton, Peter Rock, Luis Dimas y Leo Marini, entre otros. En la lista de canciones interpretadas por el artista canadiense figuraron Diana y Adam And Eve.